# 進能國際
進能國際有限公司，簡稱進能國際（英語：BEST MIRACLE INTERNATIONAL LIMITED，港交所除牌時8272.HK）是一家曾在港交所創業板上市的公司，於2010年5月3日，由百富國際有限公司換取上市而來。
而業務曾經營銷售服飾產品及銷售電子產品。最後因為所有業務全面欠佳，故在2011年8月31日，更名為華人飲食集團有限公司，也就是轉為現時餐飲業務。